# جوسيف ماريا هورفاث
جوسيف ماريا هورفاث (بالمجرية: Horváth József Mária)‏ هو ملحن نمساوي، ولد في 20 ديسمبر 1931 في بيتش في المجر.